# Carl Hammar (godsägare)
Carl Magnus Hammar, född 23 juli 1819 i Eldsberga, död 6 mars 1887 i Halmstad, godsägare och politiker. 
Carl Hammar var ägare till godset Öringe i Halland. Som riksdagsman var han ledamot av första kammaren 1866-1870, 1872-1880 och 1881-1885, invald i Hallands läns valkrets.